# Mitarbeiterplattform

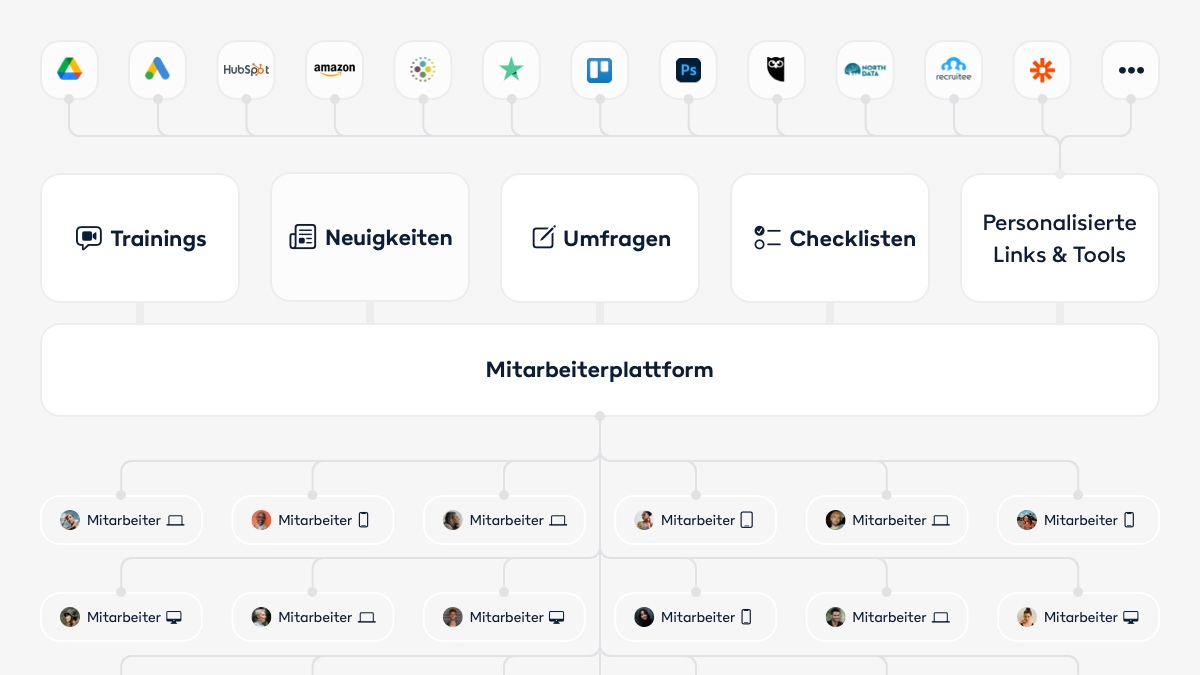

Der Begriff Mitarbeiterplattform (auch Mitarbeiter-Plattform) bezeichnet eine interne Software für Unternehmen, die die digitale Fort- und Weiterbildung ermöglicht, anstatt klassische Vor-Ort-Seminare zu verwenden. Dadurch kann die Anlernzeit für Mitarbeiter deutlich verringert werden. Aufgrund dieser potenziellen Vorteile kann eine Mitarbeiterplattform die Kosten für Mitarbeitertraining deutlich senken.

## Allgemeines
Insbesondere Unternehmen und Behörden implementieren in ihre Informationstechnik eine Mitarbeiterplattform, um einen schnelleren Datenzugriff und mehr Produktivität zu ermöglichen.